# 野球盤

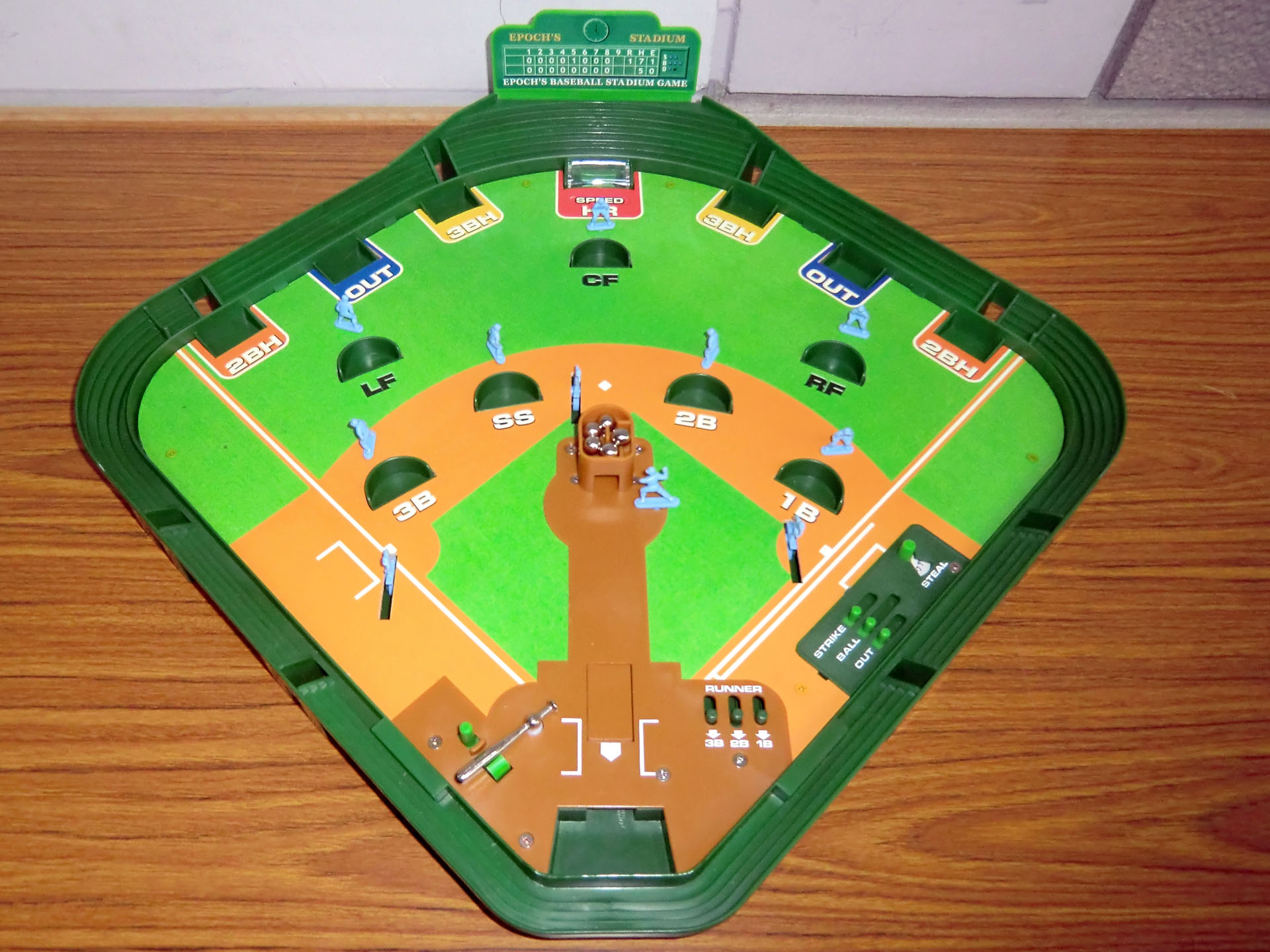
野球盤

野球盤（やきゅうばん）は、野球を題材としたボードゲーム。同様のものは戦前から存在していたが、日本ではエポック社が1958年（昭和33年）より販売している同名の商品がよく知られている。ここでは特に断りのない限り、日本におけるエポック社の野球盤を中心に記述する。

## 歴史
エポック社の創業者である前田竹虎は創業前まで出版会社「有限会社アポロ社」（2022年にエポック社へ吸収合併）に勤めていた。会社を設立した大学時代の先輩の誘いを受け、出版編集事業への興味もあって入社したものの、アポロ社での業務は大半が請負印刷業であり、前田は自分で何かを創り出したいという思いがくすぶっていた。そこで、新事業として幼児向けのジグソーパズルを開発した。この製品は開発から営業まで終始苦労続きだったが、最終的に新聞に取り上げられたことでヒットした。
前田はこれに次ぐ商品として野球盤を計画。前田自身が幼少期に輸入品の野球ゲームに熱中したことがあり、野球の動きをより忠実に反映した野球ゲームの開発に取り組んだ。ジグソーパズルの開発中、空いたピースの穴にビー玉が転がって入る様子を偶然目撃したところからアイデアを思いつき、野球盤の盤面に窪みを作って捕球システムとして完成させた。ピッチャーとバッター部分の仕組み作りには研究に研究を重ねた。

玩具業界誌での野球盤の広告（1959年）

1957年11月、アポロ社の『野球盤』が1,750円（2023年時点の10,807円と同等）で発売された。初代『野球盤』は盤が木製で家具職人による手づくりであったが、アポロ社ではゲーム盤の製造コストが高すぎて採算が取れないということで事業化を断念した。1958年5月、前田は玩具専業メーカーとしてエポック社を設立した。以後、野球盤はエポック社が引き継いで扱うことになった。同年秋には盤面をボール紙へ変えて低価格化した『野球盤B型』を680円（2023年時点の4,224円と同等）で発売した。宣伝には発売当初から中澤不二雄、1958年末には長嶋茂雄を起用し、玩具業界では珍しかったテレビCMの放映も功を奏してヒットした。
1950年代末、野球盤はフラフープと並んで子どもたちの間でブームになった。フラフープのブームは間もなく終焉したが、野球盤はプロ野球の人気と並んで子どもたちから支持を受け続け、エポック社は改良版を次々に発売。1974年発売の『野球盤AM型』は300万台を販売する大ヒットになった。その後も本物志向を追究して様々なギミックを追加し、2023年時点で累計1400万台を販売するロングセラー商品となっている。

## ゲーム内容
長期間に渡り、徐々に機能が追加された新製品が発売されている。以下はその代表的なものの説明である。
ボードの上に野球のグラウンドがしつらえてある。球はパチンコ玉に似ており、ピッチャーの位置にある装置に装填し、バックスクリーンの裏にあるレバーで投球する。投球は盤上を転がる。ホームベース手前には磁石が仕込まれており、カーブ・シュートを投げ分けられる。2015年（平成27年）以降は投球が空中を飛ぶ「3Dピッチング」が追加された（3Dエース）。2018年（平成30年）には9コースへの投げ分けが可能になった。
攻撃側は、左右どちらかの打席の穴にバット又はバッター人形をはめ込んだ後、捻って構えに入る（ばねがあり、いっぱいにまわすと固定される仕掛け）。球が投げられたら、スイッチ（ボタン及びレバー）を操作してばねを開放して回転させる。タイミングが合えば球は内外野に転がって行くか飛んで行く。打球が野手の位置に設けられた穴に落ちればアウト、穴に落ちることなくフェアゾーン内で打球が止まればヒットとなる。また、外野フェンス際にも各種の穴（アウト・一塁打・二塁打・三塁打・本塁打）があり、打球が一塁打の穴に入ると1ベースヒット、二塁打の穴に入ると2ベースヒット、三塁打の穴に入ると3ベースヒット、そして、本塁打の穴に入ったり、実際の野球と同様に打球がノーバウンドでフェンスや観客席を超えて当たったり、フェンススタンドに入ったり、場外に出れば当然、ホームランとなる。更に、バウンドして観客席や場外に達すると、エンタイトル・ツーベース（二塁打）となる事もある。
2010年（平成22年）以降はジャストミートすると放物線を描いてスタンドに入るモデルが発売されている。
追加された機能の代表的なものとして、消える魔球がある。1971年（昭和46年）、漫画『巨人の星』の人気に合わせ、ホームプレート直前にある部分が下がって穴が開くことにより「消える魔球」を再現できる機能が追加された「B型」が発売された。しかし、守備側に消える魔球を使われると、攻撃側は絶対に打てないため、取扱説明書では消える魔球は「ボール球」として扱われ、打者が見送ればボールになると定められている。タイミングによっては穴に落ちる直前にバットの先に引っ掛かるように当たることがあり、跳ね上がって柵越えになることも多かった。稀に、ボールが穴とバットに挟まれることもあった。当時のCMキャラクターは大村崑で消える魔球を面白楽しく宣伝していた。また、野茂英雄がメジャーリーグで活躍するようになった1996年（平成8年）前後に発売されたシリーズでは「フォークボール機能」という名称が使われている。近年では消える魔球とは反対の、ホームプレートが盛り上がってボールを飛び跳ねさせ空振りさせる「雷神球」が搭載されたこともあった。
この後、実際の野球場が変化するにしたがって、グリーン部分に人工芝が張られた「人工芝」、全体に透明カバーがはめられた「ドーム球場」と仕様が変更されて発売されている。また、この野球盤ゲームの成功がその後開発されたサッカー、アイスホッケーなどのスポーツボードゲームにも活かされている。
ボールが鉄製のものとそうでないものの2種類あり、前述の変化球が不可能であるボールも存在した。そちらのほうが軽いため、球速は速くなる。
2009年以降は実況音声や電飾機能を搭載した「電光掲示板」が付属したモデルが発売されている。実況音声にはフリーアナウンサーの松本秀夫を起用している（ライブスタジアム-メガスラッガー）。
2007年には、ホープによりアーケード版が発売された。エレメカとしてアナログのギミックをそのままに楽しめる。1人プレイでは攻撃のみをプレイし、投球はCPUが行う。2人プレイ時は、チェンジの際にダイヤモンド部分が半回転し、常に正しい方向を向くようになっている。消える魔球も使用可能（回数制限あり）。ゲーム中の操作はすべてボタンで行える。

## 高等テクニック
通常の投球方法は、レバーを引いてから離すことにより行われるが、離すと同時に押えていない方の手でレバーを弾くことにより、（スケールスピードで時速150キロ超え相当の）豪速球を投げられる。これをされると、攻撃側は投げたと同時にバットのボタンを押さないとスイングが間に合わない。また、レバーを離すのでなく、押し出すことで、弾く球と比較してチェンジアップ的な速度の投球も可能である。
エポック社のビッグエッグ野球盤と野球盤PROについてはバッティングがレバー方式となっており通常はレバーを引くことによりバッティングが出来るが、打つときに力を入れてレバーを前に押し返すと会心の当たりが打てる。
消える魔球機能でボールが坂を下りかけたところで、レバーを弾いて勢いよく戻すとホップする。ホップが高過ぎるとバックネット側を飛び越えてしまうが、この場合はボールやワイルドピッチとして扱うローカルルールが存在する。逆にホップが低いとバットに当てられてしまうが、打球が浮くため当たりによってはスタンド入りや場外ホームランになってしまうことがある。また、ボールをとても遅くカーブさせながら投げると、ボールが壁に当たりはねかえってくる。これを応用すればストライクゾーンに投げられる。
公式ルールとしては扱えないが、極めて遅い投球をした後、変化球動作のためのマグネットを小刻みに動かすことで1塁/3塁へ玉を弾くことで、牽制球ができる。

## コラボレーション商品
過去に、実在の日本の球団・球場・あるいは選手とのコラボレーションによる野球盤が実在した。

### エポック社
- 野球盤発売開始当初から、読売ジャイアンツと企画・監修関係にあり長嶋茂雄らがCMに登場。「ジャイアンツ野球盤」や、「オールスター野球盤」というのも発売されたこともあった。「オールスター」では、当時の実在のプロ野球選手に似せたイラストが盤面に登場している（選手のライセンスや肖像権関係があったかどうかは不明）。
- 1981年頃、「パーフェクト野球盤」で、読売ジャイアンツ・原辰徳選手が監修した「原辰徳のパーフェクト野球盤」が発売された。
- 1988年の東京ドーム完成時に、同球場をモチーフとした「ビッグエッグ野球盤」のシリーズが開発された。「ビッグエッグ野球盤カスタム」という商品はサッカーのゲーム盤にも使える「多目的球場モデル」の商品であった。
- 1993年には阪神甲子園球場監修の「野球盤jr 阪神甲子園球場」、1996年には野茂英雄の大リーグでの活躍を受けての「メジャーリーグスタジアム」、1999年には当時西武ライオンズに所属していた松坂大輔選手監修の「松坂大輔野球盤jr」も実際に発売された。また、2004年には阪神タイガース監修の「タイガース野球盤」が全国発売された他、愛知県限定の商品として中日ドラゴンズが監修した「ドラゴンズ野球盤」、さらにアマチュア野球の茨城ゴールデンゴールズとのタイアップとなる「欽ちゃん球団 茨城ゴールデンゴールズ野球盤」（限定品）も発売された。
- 野球チーム以外ではコナミ（後のコナミデジタルエンタテインメント）のテレビゲーム『実況パワフルプロ野球』とのコラボ商品や「週刊少年マガジン」・「週刊少年サンデー」創刊50周年記念のコラボ商品、2012年の「ドラえもん生誕100年前記念」として『ドラえもん』とコラボし、ひみつ道具や作中設定を盛り込んだ「ドラえもん野球盤」[10]や、声優の水樹奈々（阪神タイガースのファンとして知られる）が2016年9月に甲子園球場でライブ開催を行うのに伴ってライブグッズとして製作された「水樹奈々の野球盤」[11]がある。

### その他
- ツクダオリジナルが当時CMモデルに起用した読売ジャイアンツ・王貞治選手の監修で作った「王貞治のプロ野球盤」シリーズ、あるいは阪神タイガース監修の「タイガース野球盤」も実売された。
- エポック社への対抗からか、ヨネザワ玩具（現 セガ フェイブ）も「ビッグエアロドーム」なる野球盤を開発したことがあった（こちらは東京ドームとのライセンス関係はない）。

## LSIゲーム
デジコムナイン
1979年発売の、国産初のFLを搭載したLSIゲーム。5,950円。LEDの光が絵で描かれた球場の上で点灯し、FLで点数を表示する本格的な野球ゲーム。2人用なら守備側は本体に隠れたボタンで投球し、攻撃側はバッティングボタンで打つ。21種類の変化球が可能。1人用の投球は自動で行われ、打球がヒットしたら自分で守備ボタンを押して得点表示させる。本作以降、FLゲーム機が電子ゲームの主流になった。デジコムはシリーズ化され、10種類程度が登場。廉価版『デジコムベースボール』もある。
LSIベースボール
バンダイより1981年発売。5,980円。『デジコムナイン』より立体的にデザインされている。守備側と攻撃側に分かれ、投手側はスコアボードを指して手元を隠し、カーブ、ストレート、シュートなどの4種類の投球ができる。バッター側は、タイミングよくボタンを押して打撃する。スコア類はデジタル表示。1～2人用。

## 野球盤を応用したもの
- 毎年1月に放送されるとんねるず司会のテレビ朝日の特別番組『夢対決!とんねるずのスポーツ王は俺だ!スペシャル』では、この野球盤ゲームを応用した「リアル野球BAN対決」が実施されている。このゲームは毎年、石橋貴明を中心とするチームと前年に活躍したプロ野球選手を対戦相手にして実際の野球場（平年は東京ドームまたは札幌ドームだが、数回西武ドームで行ったことがある。観客には開放されず）に野球盤ゲームのセットを再現したもの。
  - 投手の投球はバーチャルピッチングマシン（バッティングセンターで実際に投手が投げている映像を利用したもの）を使い、それを対戦する両者が通常の野球と同じく各イニングス表と裏の攻撃に分かれて打席に立って対戦するというもの。他のルールは上記の野球盤のルールを準用するが、外野のフィールドの何も書かれていない部分に打球が止まった場合はアウトになる。
- 東海テレビの『ぐっさん家～THE GOODSUN HOUSE～』でもリアル野球盤が登場している。また、2006年まで毎年1月4日に放送されていたスポーツイベント番組プロ野球オールスタースーパーバトルにもリアル野球盤が登場していた（こちらは観客に開放）。
- フジテレビの深夜番組『FNS地球特捜隊ダイバスター』で消える魔球を打つ企画が放送され、バットを溶接して長軸化、野球盤本体の改造により目的を達成した。
- フジテレビONEでは、2013年3月13日と3月14日の2日にわたり、実際の野球盤の試合を本当のプロ野球中継のごとく実況生中継で放送するという番組「THE野球盤 L!VE2013」という番組が放映された。すぽると!の中継スタジオに野球盤を持ち込み、CCDカメラを8台野球盤に取り付けることによって、実際のプロ野球中継に似たカメラアングルを実現した。その後も何回か放送しており、山本昌、三浦大輔、相川亮二、渡辺俊介、畠山和洋をはじめ、現役プロ野球選手も出演し実際に野球盤でプレイしている。
- 日本国内産の木製バットの約半数が作られている[14]富山県南砺市福光地域では、2014年から毎年10月に「バットの町福光 小学生リアル野球盤大会」が開催されている[15]。
- 鉄道車両の整備を手掛ける堀江車輌電装により、幅・奥行5.2mの大型野球盤が障害者にやさしい設計で開発され、ユニバーサル野球という名で小学校や特別支援学校などで活用されている[16][17]。
- 児童数の少ない日光市立足尾小学校では、大谷グローブの活用方法として、2024年2月16日にリアル野球盤大会を開催した[18]。